# ۱ ژانویه
۱ ژانویه نخستین روز سال در گاه‌شماری میلادی است. ۳۶۴ روز (۳۶۵ روز در سال کبیسه) تا پایان سال مانده‌است.

## رویدادها
- ۱۵۳ (پیش از میلاد) - شروع کار کنسول روم.
- ۴۵ (پیش از میلاد) - گاهشماری یولیانی برای نخستین بار به اجرا درآمد.
- ۱۷۷ - کومودوس در ۱۵ سالگی به کنسولی امپراتوری روم رسید.
- ۴۰۴ - رقابت آخرین گلادیاتور مشهور در رم برگزار شد.
- ۹۹۰ - روسیه گاهشماری یولیانی را پذیرفت.
- ۱۷۸۸ - روزنامه تایمز برای اولین بار در لندن چاپ شد.

- ۱۸۰۰ - کمپانی هند شرقی هلند (اندونزی کنونی) منحل شد.
- ۱۸۰۱ - با اتحاد پادشاهی بریتانیا و پادشاهی ایرلند پادشاهی متحده بریتانیا کبیر و ایرلند تشکیل شد.
- ۱۸۰۱ - سرس به عنوان اولین سیاره کوتوله توسط جوزپه پیاتسی اخترشناس ایتالیایی کشف شد.
- ۱۸۰۴ - با پایان تسلط فرانسه بر هائیتی این کشور به عنوان اولین کشور سیاه‌پوست و دومین کشور مستقل آمریکای شمالی بعد از ایالات متحده نامیده شد.
- ۱۸۰۶ - تقویم جمهوری فرانسه منسوخ شد.
- ۱۸۰۸ - انتقال بردگان به آمریکا ممنوع شد.
- ۱۸۳۳ - بریتانیا رسماً مدعی حاکمیت بر جزایر فالکلند شد.
- ۱۸۶۱ - پورفیریو دیاس ژنرال مکزیک مکزیکو سیتی را در طول جنگ با آمریکا از تصرف این کشور خارج کرد.
- ۱۸۷۳ - ژاپن به‌طور رسمی تقویم میلادی را مبنای کار خود قرار داد.
- ۱۸۹۰ - اریتره مستعمره ایتالیا شد.
- ۱۸۹۹ - حاکمیت اسپانیا بر کوبا پایان یافت.
- ۱۹۰۱ - نیجریه تحت الحمایه بریتانیا درآمد.
- ۱۹۱۲ - جمهوری چین تأسیس شد.
- ۱۹۱۳ - هیئت رده‌بندی سنی فیلم‌های بریتانیا تأسیس شد.
- ۱۹۲۸ - بوریس بوژانف دستیار ژوزف استالین به ایران پناهنده شد.
- ۱۹۳۴ - جزیره آلکاتراز به زندان فدرال دولت آمریکا تبدیل شد.
- ۱۹۴۲ - با حضور سی و شش کشور سازمان ملل متحد تأسیس شد.
- ۱۹۴۸ - قانون اساسی کشور ایتالیا تصویب شد.
- ۱۹۴۹ - با تلاش سازمان ملل متحد یک دقیقه پیش از نیمه شب آتش‌بس در منطقه کشمیر به مخاصمه هند و پاکستان پایان داد.
- ۱۹۵۶ - کشور سودان از مصر و بریتانیا مستقل شد.
- ۱۹۵۹ - اتحادیه اقتصادی اروپا تأسیس شد.
- ۱۹۵۸ - سال‌روز انقلاب کوبا که در آن به رهبری فیدل کاسترو حکومت باتیستا دیکتاتور این کشور سرنگون شد.
- ۱۹۶۰ - کشور کامرون از فرانسه و بریتانیا مستقل شد.

- ۱۹۶۲ - کشور ساموا از زلاندنو مستقل شد.
- ۱۹۶۲ - یگان ویژه نیروی دریایی ایالات متحده آمریکا تأسیس شد.
- ۱۹۶۵ - حزب دموکراتیک خلق افغانستان تأسیس شد.
- ۱۹۷۱ - تبلیغات سیگار در تلویزیون ایالات متحده ممنوع شد.
- ۱۹۷۳ - بریتانیا، ایرلند و دانمارک به اتحادیه اقتصادی اروپا پیوستند.
- ۱۹۷۹ - آمریکا و چین روابط سیاسی خود را از سر گرفتند.
- ۱۹۸۱ - یونان به اتحادیه اقتصادی اروپا پیوست.
- ۱۹۸۱ - پالائو از ایالات متحده به خودمختاری رسید.
- ۱۹۸۵ - کشور برونئی از بریتانیا مستقل شد.
- ۱۹۸۵ - سامانه نام دامنه (DNS) ساخته شد.
- ۱۹۸۶ - آروبا از کوراسائو مستقل شد ولی همچنان وابسته به هلند ماند.
- ۱۹۹۲ - کشور روسیه تأسیس شد.
- ۱۹۹۳ - چکسلواکی به دو کشور جمهوری چک و اسلواکی تجزیه شد.

- ۱۹۹۴ - قرارداد تجارت آزاد آمریکای شمالی بسته شد.
- ۱۹۹۵ - سازمان تجارت جهانی شروع به کار کرد.
- ۱۹۹۵ - اتریش، سوئد و فنلاند به عضویت اتحادیه اروپا درآمدند.
- ۱۹۹۶ - کوراسائو از هلند به خودمختاری رسید.
- ۱۹۹۷ - کشور زئیر (جمهوری دموکراتیک کنگو کنونی) به‌طور رسمی به سازمان تجارت جهانی پیوست.
- ۱۹۹۷ - کوفی عنان سیاستمدار اهل غنا به ریاست سازمان ملل متحد رسید.
- ۱۹۹۸ - بانک مرکزی اتحادیه اروپا تأسیس شد.
- ۲۰۰۲ - یورو رسماً به عنوان پول رسمی ۱۲ کشور عضو اتحادیه اروپا آغاز به کار کرد.
- ۲۰۰۲ - کشور تایوان به‌طور رسمی با نام چین تایپه به سازمان تجارت جهانی پیوست.
- ۲۰۰۷ - بلغارستان به اتحادیه اروپا پیوست.[۱] با پیوستن این کشور به اتحادیه اروپا، زبان بلغاری یکی از زبان‌های رسمی اتحادیه اروپا گردید و الفبای سیریلیک به عنوان سومین الفبای رسمی این اتحادیه شناخته شد.
- ۲۰۰۸ - مالت و قبرس رسماً به کشورهای استفاده‌کننده از یورو ملحق شدند.
- ۲۰۲۰ - اجرای حکم آرمان عبدالعالی ؛ دوست، قاتل و عامل جنایت قتل غزاله شکور و نهایتا تعویق در پی مهلت دادن اولیای دم [۲]

## زادروزها
- ۱۴۳۱ - پاپ الکساندر ششم (درگذشته ۱۵۰۳)
- ۱۴۴۹ - لورنزو دو مدیچی، سیاست‌مدار ایتالیایی (درگذشته ۱۴۹۲)
- ۱۵۳۶ – آساکورا کاگه‌تاکه، سامورایی اهل ژاپن (د. ۱۵۷۵)
- ۱۸۶۳ - پیر دو کوبرتن، بنیان‌گذار المپیک نوین (درگذشته ۱۹۳۷)
- ۱۸۶۵ - نجیب نصار، روزنامه‌نگار و سیاستمدار عثمانی-فلسطینی. [۳]
- ۱۸۸۰ - مصطفی صادق رافعی، نویسنده و شاعر مصری
- ۱۸۸۶ - گارگین نژده، سیاست‌مدار و نظامی اهل ارمنستان
- ۱۹۰۱ - مانوئل ماروتیان، هنرپیشه، نمایش‌نامه‌نویس، شاعر و خاطره‌نویس اهل ارمنستان
- ۱۹۰۷ - ژان گرزو، هنرمند، نقاش و تصویرگر ارمنی-فرانسوی
- ۱۹۰۸ - آرام نالباندیان، فیزیک‌دان اهل ارمنستان-اتحاد شوروی
- ۱۹۱۹ - جروم دیوید سالینجر، نویسنده آمریکایی
- ۱۹۲۰ - محمود ذوالفنون، ویالونیست ایرانی-آمریکایی (درگذشته ۲۰۱۳)
- ۱۹۲۷ - عبدالباسط عبدالصمد، قاری قرآن معروف مصری
- ۱۹۳۱ - سرگئی آدیان، ریاضی‌دان اهل ارمنستان
- ۱۹۵۲ - سامول داربینیان، مربی فوتبال اهل ارمنستان
- ۱۹۵۳ - محمد اوزون، نویسنده کُرد اهل ترکیه[۴]
- ۱۹۵۳ - فیلیپ دوست-بلازی، سیاست‌مدار فرانسوی
- ۱۹۵۹ - عبدالاحد مهمند، نخستین کیهان‌نورد افغان
- ۱۹۵۹ - نارک سارگسیان، معمار و سیاست‌مدار اهل ارمنستان
- ۱۹۸۲ - دیوید نعلبندیان، ورزش‌کار رشته تنیس ارمنی‌تبار اهل آرژانتین
- ۱۹۸۸ - یاسمینا عمرانی، ورزشکار دو و میدانی بازنشستۀ فرانسوی-الجزایری[۵]

## درگذشت‌ها
- ۳۷۹ - بازیل قیصریه، اسقف شهر قیصریه
- ۸۷۴ - حسن بن علی، یازدهمین امام شیعیان[نیازمند منبع]
- ۱۳۸۷ - شارل دوم، پادشاه ناوار
- ۱۵۱۵ - لوئی دوازدهم، پادشاه فرانسه
- ۱۵۶۰ - یواخیم دو بله، شاعر قرن شانزدهم میلادی اهل فرانسه
- ۱۹۶۲ – ادموند گواژاک، آهنگساز اهل فرانسه (ز. ۱۸۹۵)
- ۱۹۷۱ – توفیق عبدالله صایغ، شاعر فلسطینی. [۶]
- ۱۹۹۷ – آسنولدو دیونیش، ورزشکار دو و میدانی اهل ونزوئلا (ز. ۱۹۳۲)
- ۲۰۰۹ - هلن سوزمن، سیاست‌مدار و فعال ضد آپارتاید اهل آفریقای جنوبی
- ۲۰۰۹ - نزار ریان، سیاست‌مدار فلسطینی و از رهبران حماس[۷]
- ۲۰۱۴ – جمال الجمال، سیاستمدار اهل فلسطین (ز. ۱۹۵۷)

## مناسبت‌ها
- روز سال نو در بسیاری از کشورهای جهان
- روز قانون اساسی در کشور ایتالیا
- روز استقلال در کشورهای جمهوری چک، برونئی، هائیتی و سودان
- روز جمهوری در کشور اسلوواکی
- روز تشکیل کشور تایوان
- روز پیروزی استقلال در کشور کوبا